# Mercedaris descalços
L'Orde dels Descalços de la Mare de Déu de la Mercè és un orde mendicant, originat en 1603 a Madrid com a reforma observant de l'Orde de la Mercè. Dedicada a la redempció de captius, l'apostolat missioner i, avui, a l'assistència a necessitats, va tenir gran expansió durant els segles XVI-XVIII, però avui compta amb molt pocs establiments i religiosos, fonamentalment a Espanya.

## Història
El 8 de maig de 1603, el frare mercedari Juan Bautista González (en religió, Juan Bautista del Santísimo Sacramento), amb altres companys (Luis de Jesús María, Juan de San José i Miguel de las Llagas), va començar a Madrid, a la capella de Nuestra Señora de los Remedios del Convento de la Merced, un moviment de reforma de l'Orde de la Mercè, aplicant-hi una major austeritat en la vida comunitària, en la línia d'altres moviments reformistes sorgits arran del Concili de Trent.

### Precedents
Juan Bautista ja havia intentat, entre 1586 i 1591 de fundar una casa mercedària reformada a Quito, on havia anat acompanyant el vicari general de l'orde Alonso Enríquez. Tot i tenir el suport del bisbe Toribio de Mogrovejo, el vicari s'hi oposà, ja que no es volia que l'orde tingués cap divisió, com havia passat amb la reforma de l'orde carmelità. A més, l'austeritat volguda pels observants es veia com un càstig i no com una vocació.
Durant els anys noranta, l'orde va rebre pressions per part d'alguns grups de frares desitjosos de viure una vida més austera en el si de l'orde i de què hi hagués una reforma. El mestre general Francisco Zumel va fer que dos convents, els de Segòvia i Cazorla, servissin com a cases de recol·lecció, on poguessin practicar aquest tipus de vida. Això, però, no acontentà les demandes.
Cap al final de 1602, el mestre general Alonso de Monroy va cedir i va prometre al papa que permetria els moviments de reforma de l'orde.

### Fundació
Juan Bautista González, llavors, va veure que la seva idea podia tenir suport. Amb l'autorització del mestre general Monroy i la protecció de Beatriz Ramírez de Mendoza, comtessa de Castellar, van agrupar-se en convents on se seguia una interpretació estricta de les normes de les constitucions, situats a les terres de la comtessa: a El Viso, prop de Sevilla i Almoraima, a Castellar de la Frontera, diòcesi de Cadis. Mentre les cases no estaven preparades, els frares van viure al palau de la comtessa, a Ribas del Jarama (Madrid).
Amb el temps, el mateix general va redactar unes constitucions pròpies per als descalços. Conservaren, com els mercedaris calçats, els quart vot i s'unien a aquests per a redimir captius. Els descalços podien triar superior general, que era confirmat pel mestre general de l'Orde de la Mercè en un termini de quinze dies.
La reforma va ser aprovada per Pau V amb la butlla Inter omnes vitae regularis ordinis de 23 d'agost de 1606. El segon capítol general dels descalços, en 1628, va aprovar les constitucions de l'orde, que van ser aprovades per Urbà VIII.
A Andalusia, els descalços van trobar la protecció dels ducs de Medina-Sidonia, que fundaren els convents de Sanlúcar de Barrameda (1615) i Vejer de la Frontera (1620). En 1617, els mercedaris descalços ja tenien set convents a Castella, deu a Andalusia i sis a Sicília. A la Corona d'Aragó, però, la jerarquia mercedària va prohibir als descalços que hi fessin fundacions, per la qual cosa no van establir-s'hi mai.
Van intervenir activament en l'evangelització d'Amèrica. Durant el segle xviii van arribar a comptar amb 1.200 religiosos, especialment a Espanya i les colònies americanes, com també a Sicília. No obstant això, les secularitzacions i persecucions polítiques del segle xix van estar a punt d'acabar amb l'orde. El 1836, arran de la desamortització de Mendizábal, no va quedar cap convent mercedari descalç obert a Espanya.

## Actualitat
L'orde no es va restaurar fins a 1886. Avui, són presents en nou convents a Espanya (Madrid, Valladolid, Zamora, Cadis, Sevilla), un a Santo Domingo, un a Veneçuela i un als Estats Units; en total, dotze cases amb 71 religiosos.

## Monges descalces
- Article principal: Mercedàries

Paral·lelament, a Espanya també s'originaren les monges mercedàries descalces, amb la denominació de Congregació de Religioses Descalces de la Mare de Déu de la Mercè i dedicades a la vida contemplativa. El primer convent va ser el de Lora del Río a Sevilla, fundat en 1612. Altres van fundar-se a Sevilla, Écija, Fuentes, Arcos, Mairena, Osuna i Madrid. Entre les mercedàries descalces destaca la beata Mariana de Jesús.